# Moulin de Rouvres
Vous lisez un « bon article » labellisé en 2021.
Le moulin de Rouvres est un lieu historique meusien situé sur le territoire de la commune de Rouvres-en-Woëvre, dans le département français de la Meuse en région Grand Est. Les premières mentions de son existence remontent au XIIIe siècle. Il était à l'origine rattaché à une ferme occupée depuis la période gallo-romaine, puis transformé au XIIe siècle en abbaye. Un étang, probablement antérieur à sa construction, lui procurait une double fonction, à la fois meunière et piscicole. Entre le XIIIe et le XVIIIe siècle, il est devenu un important moulin à eau ainsi qu'une source de revenus majeure pour la seigneurie de Rouvres-en-Woëvre.
Face à la concurrence du poisson venu des côtes maritimes françaises ainsi que des minoteries industrielles, le moulin est finalement démantelé et son étang est asséché à la fin du XIXe siècle. D'abord transformé en exploitation agricole, il est au cœur des combats de la bataille des frontières lors de la Première Guerre mondiale, puis occupé par l'armée allemande, il est transformé en camp militaire. Sa proximité avec la ligne de front au cours de la bataille de Verdun en faisait un lieu stratégique ; il pouvait alors abriter jusqu'à 3 000 soldats. Après la guerre, il retrouve sa fonction agricole, mais tombe progressivement en ruine. Il est partiellement restauré au début du XXIe siècle et abrite ensuite un musée consacré à la Première Guerre mondiale.

## Situation géographie

### Contexte géomorphologie

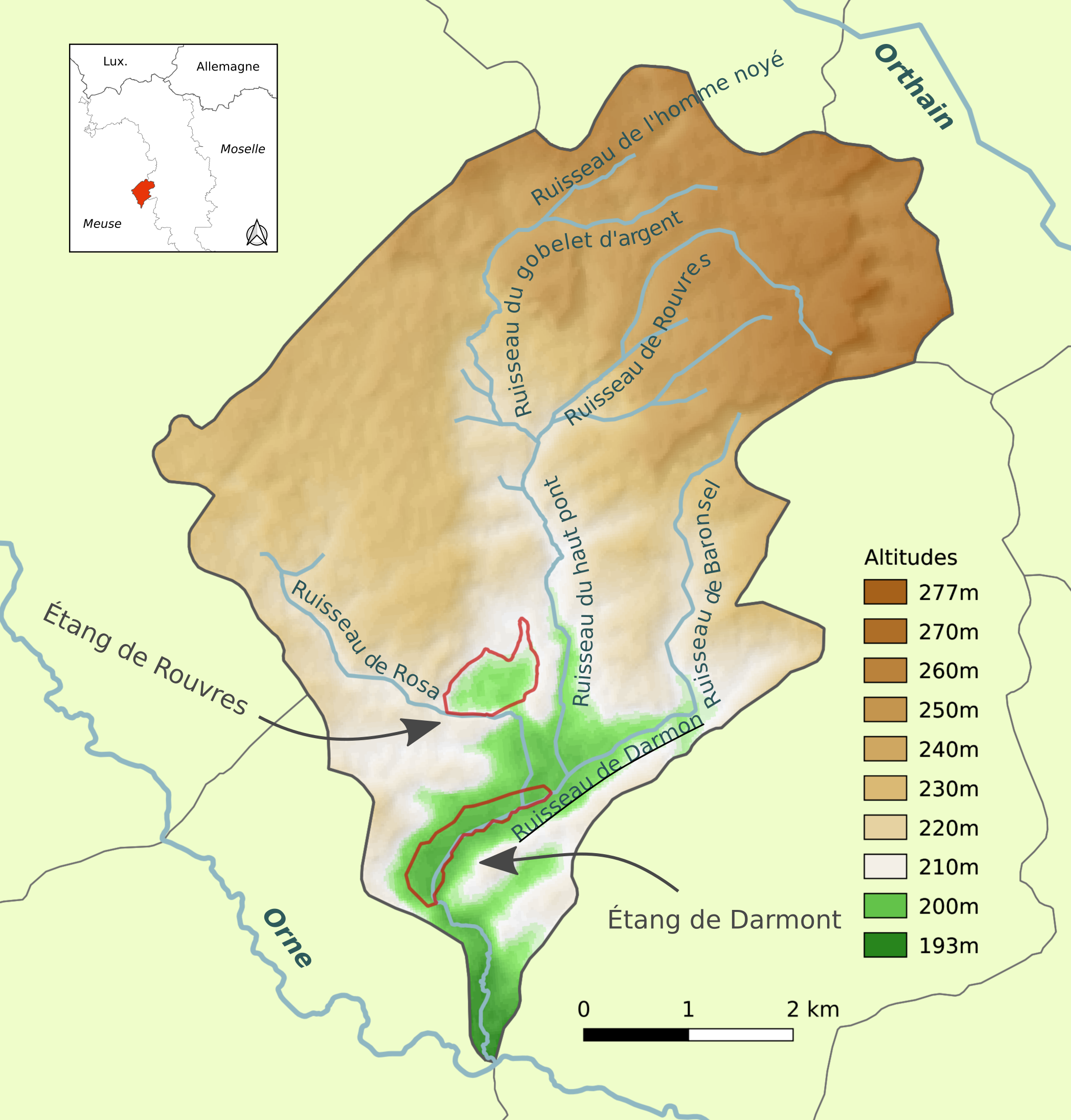
Bassin versant du Rû du moulin de Darmont et les contours des étangs de Rouvres et de Darmont en 1826.

Le moulin de Rouvres se situe à l’extrémité sud de la dalle d'Étain, un affleurement tabulaire marno-calcaire du bathonien supérieur, très localisé, n’existant que dans le Nord-Ouest de la Lorraine. Cette couche se trouve dans une zone de transition entre la dépression Argileuse de la plaine de la Woëvre à l'ouest et le plateau calcaire du Pays Haut des côtes de Moselle à l'est. Les calcaires oolithiques de la dalle d’Étain sont d'une solidité bien supérieure aux autres couches calcaires de Meuse et s'accompagnent en surface de marnes à rhynchonelles. La qualité de cette roche a favorisé le développement d'une importante activité d'extraction qui a contribué au dynamisme économique des territoires autour du moulin lors du Moyen Âge. Près de Rouvres-en-Woêvre, les gisements s'enfoncent jusqu'à seize mètres de profondeur. Ainsi, l'exploitation des calcaires est attestée dès l'époque protohistorique et l'Antiquité et un fond archéologique composé d'une fosse rectangulaire contenant trois vases complets datés de l'Âge du bronze a été exhumé à quelques centaines de mètres du moulin. Cette découverte atteste la présence de ce type d'activité dès la période allant de 1200 à 900 av. J.-C..
L'étang qui alimentait le moulin de Rouvres se distingue des autres plans d'eau de la Woëvre puisque, du fait des sols poreux en surface et massifs en profondeur, la dalle d'Étain est une couche peu propice à la formation d'étangs. Tandis que la plaine de la Woëvre est marquée par une importante densité aquifère de surface, l'eau de la dalle s'infiltre par des fissures de la couche calcaire et ne ressort que par quelques émergences pérennes au débit inconstant. La perméabilité des nappes phréatiques les rend ainsi très sensibles aux pollutions de surface et l'eau est le plus souvent impropre à la consommation sans traitement préalable, notamment depuis le développement de l'agriculture intensive, très importante sur le plateau du Pays Haut à l'est du moulin. Jusqu'à une période récente, les eaux de la dalle n'étaient utilisées que pour répondre aux besoins domestiques et agricoles.
L'aménagement de l'étang du moulin a été permis par un agencement géologique spécifique de par le fait de la présence de sols imperméables retenus par une surélévation argileuse très localisée due au contact avec le plateau calcaire du Pays Haut. Contrairement à toute la bande à l'est de la dalle d'Étain, la transition entre les calcaires oolithiques et les marno-calcaires est au niveau du moulin moins nette du fait de la présence sur les bandes latérales d'éléments marneux accompagnés en surface de dépôts de limons. Cet agencement a favorisé la formation d'une dépression où la stagnation de l'eau a facilité le développement d'un terrain marécageux qui sera par la suite aménagé en étang.

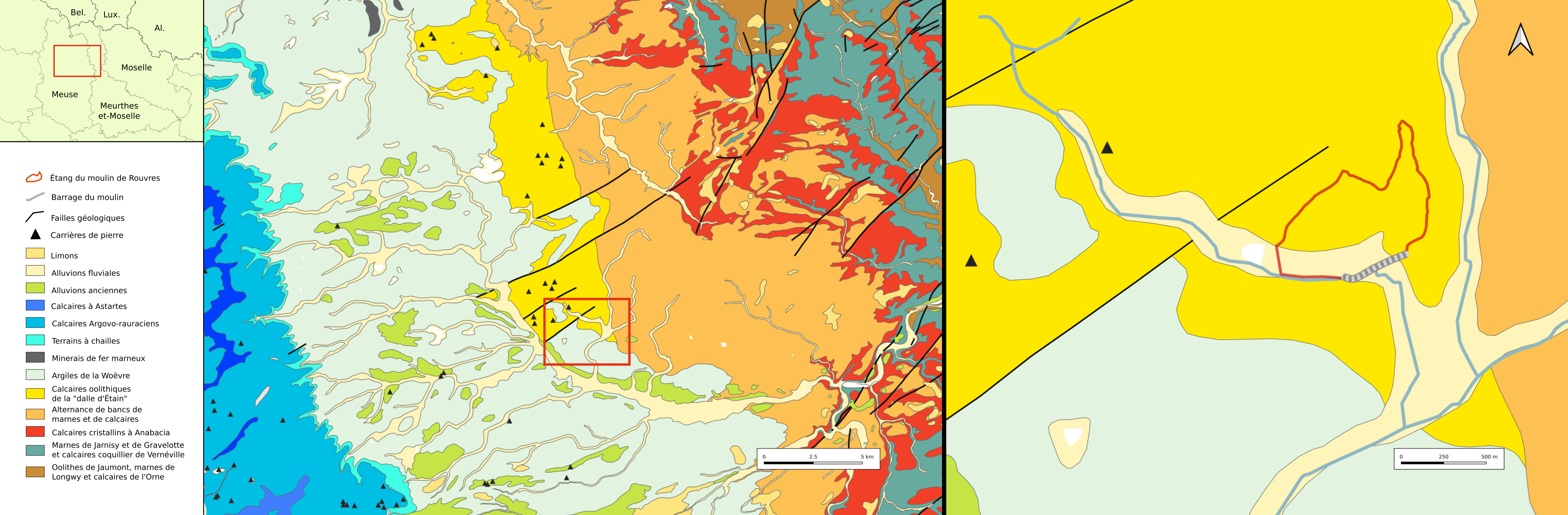
Structure géologique de la dépression formant l'étang du moulin de Rouvres rapportée à l'échelle de la Meuse.

### Fonctionnement hydrologique

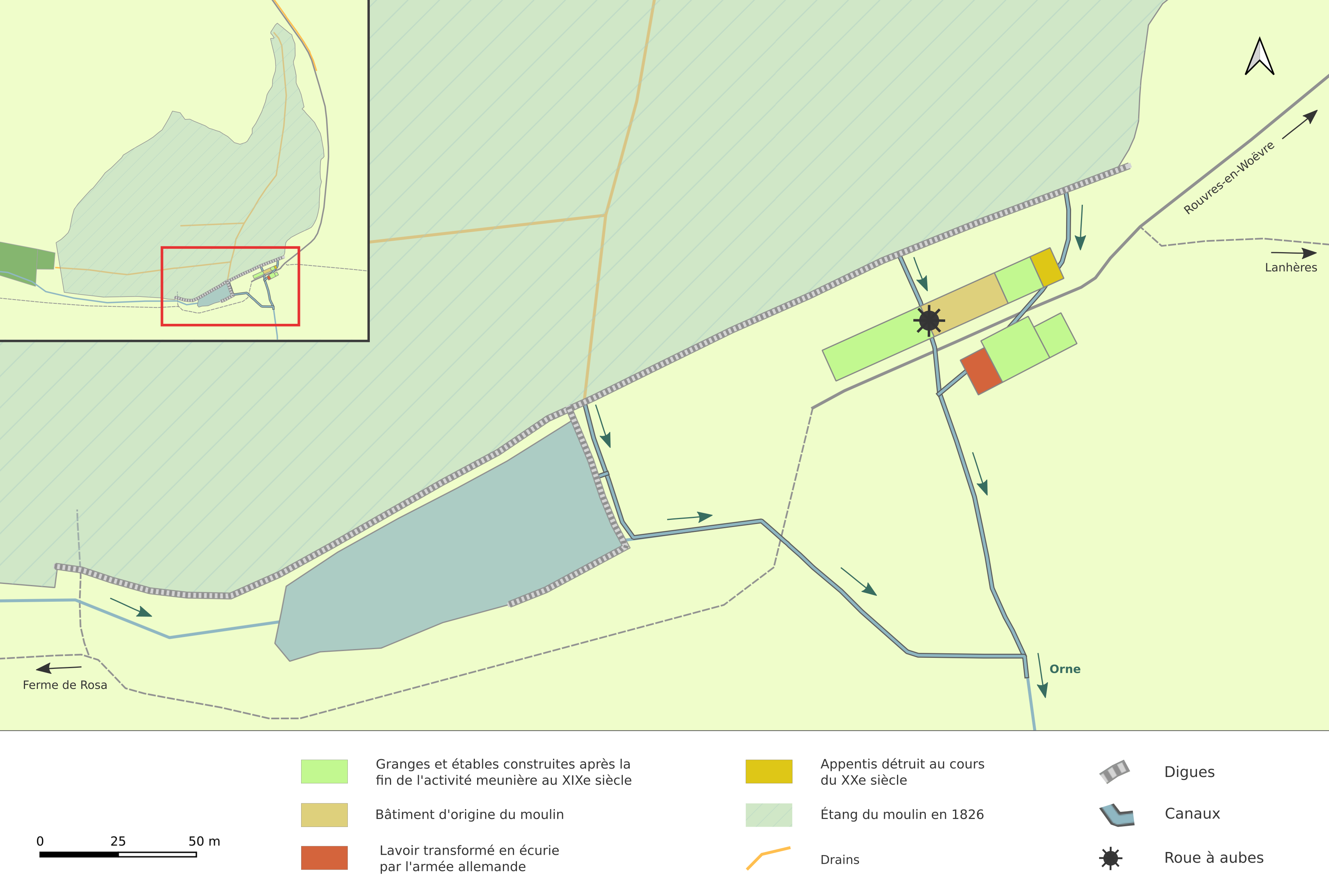
Plan des infrastructures du moulin de Rouvres.

Au XIIIe siècle, des travaux menés par des moines bénédictins ont permis d'aménager un étang artificiel à l'aide de digues et de canaux en s'adaptant aux formations naturelles et géologiques. La digue du moulin a fermé le passage de sortie de la dépression et mené à une surélévation de la hauteur d'eau. L'étang s'étendait au début du XIXe siècle sur près de 43 hectares et il captait l'eau du ruisseau de Rosa ainsi qu'une partie de celle du bassin versant du ru du moulin de Darmont. Le surplus rejoignait en contrebas le ruisseau du moulin de Darmont, puis l'Orne, un affluent de la Moselle et un sous-affluent du Rhin. Parallèlement, un second étang de plus petite taille a été aménagé par le détournement de l'eau du ruisseau de Rosa.
La régulation du niveau de l'étang s'effectuait à l'aide d'une série de trois canaux. Lors de son fonctionnement, le moulin était activé par l'un des canaux qui traversaient la digue par l'intermédiaire d'un aqueduc et chutait au-dessus des pales de la roue à aubes. Cette dernière se trouvait sur l'un des murs extérieurs du moulin ; elle était reliée par un mécanisme de transmission à une meule à grains à l'intérieur du bâtiment. Le grain, stocké dans les trois étages au-dessus de la meule, était transformé en farine puis envoyé dans les villages aux alentours.
À la suite de l'assèchement de l'étang, les aménagements du moulin sont restés en place. Afin de mettre en culture les terres de la dépression et éviter à nouveau la formation d'un marécage, des drains agricoles ont été creusés pour capter l'eau et la canaliser vers le ruisseau de Darmont. Lors de la Première Guerre mondiale, les garnisons allemandes ont réaménagé l'étang attenant au moulin et ont construit une troisième retenue d'eau en amont afin de répondre aux besoins en eau pour la consommation courante des soldats et le fonctionnement des engins à vapeur.

## Le moulin des seigneurs de Rouvres

### Origine et construction

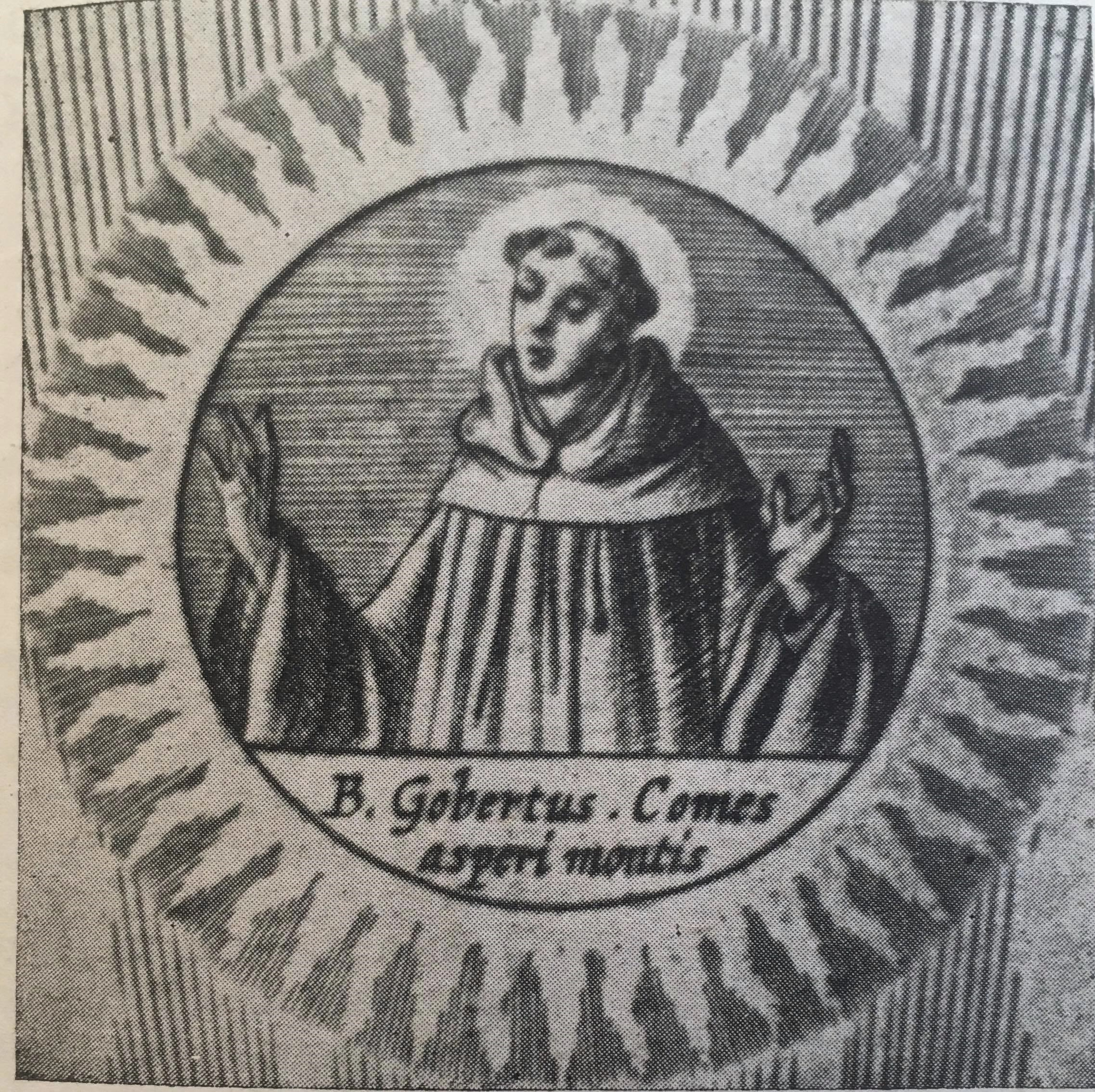
Gobert d'Aspremont (1187-1263), premier chevalier mentionné comme seigneur du moulin de rouvres.

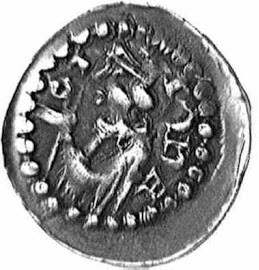
Jean Ier d'Aspremont, dernier seigneur de la Maison d'Aspremont ayant régné sur le moulin.

Armoiries de la Famille de Beauvau à laquelle était rattaché Mathieu de Noviant-aux-prés.

Les premières mentions du moulin de Rouvres remontent au XIIIe siècle, à une époque où, en Lorraine, la création d'étangs et de moulins se généralise. En aval du moulin, un second étang, celui de Darmont, occupait également des fonctions piscicoles et meunières. Ces constructions sont alors liées à l'implantation de communautés religieuses et d'abbayes. À Rouvres-en-Woëvre, la présence bénédictine est avérée en 962 lorsque l’évêque Wigfrid de Verdun prend la décision de remplacer dans son domaine une communauté dite de Saint-Saturnin par celle de Saint-Paul. Il est fait mention dans un document de 972 que cette congrégation tire de la commune de Rouvres des revenus de l'église et de deux manses. C'est cependant en 1144 qu'est avérée la présence de l'abbaye bénédictine de Rosa occupée par des moines de Saint-Paul. Un document de 1230 fait pour la première fois savoir que Gobert d'Aspremont reconnaît aux moines la propriété de l'étang situé en contrebas de l'abbaye et au-dessus du moulin.
Les mentions du moulin se multiplient à partir du XVe siècle tandis que les infrastructures sont progressivement agrandies. Entre 1429 et 1430, grâce à la construction d'une digue de 300 mètres, l'étang est élargi et il atteint la surface de 43 hectares. Une série de trois canaux est aménagée afin de réguler la hauteur de l'étang tandis qu'un aqueduc est construit pour permettre d'activer la roue à aubes installée en contrebas de la digue et faire fonctionner la meule située à l'intérieur de la bâtisse. Deux chantiers sont ensuite engagés au cours des XVe et XVIe siècles. Le premier, en 1466, vise à élargir la chaussée menant au moulin afin de faciliter l'accès aux villages. Un second, en 1556, permet d’améliorer les bâtiments et d'augmenter la capacité de stockage du grain et de la farine. En 1660, les matériaux provenant du moulin ruiné d'Orfonttaine, près de Moulainville servent également aux réparations et à l'agrandissement du moulin.

### Rattachement à la seigneurie de Rouvres-en-Woëvre
Si la construction du moulin de Rouvres et de son étang est très probablement liée à la présence des bénédictins à Rosa, les bénéfices de la production meunière et piscicole étaient partagés entre l'abbaye et les seigneurs de Rouvres. L'origine de la seigneurie remonte à l’usufruit sur la commune de Rouvres qui est laissée par l'évêque Richer de Verdun entre 1098 et 1107 à son frère Albert, châtelain de Briey, pour le compte de Mathilde de Toscane. En 1144, le chevalier Albert de Romont rétrocède finalement à l'évêque de Verdun Albéron de Chiny une partie des terres de Rouvres à condition que celle-ci soit administrée par l'abbaye de Saint-Paul. Ce domaine devient celui de l'abbaye de Rosa. Cette donation est toutefois contestée en 1166 par Gobert V d'Aspremont avant qu'il ne finisse par la reconnaître et ajoute aux legs quelques terrains agricoles. Ainsi, la répartition des biens de la commune de Rouvres entre l'abbaye et le seigneur de Rouvres est précisée en 1230 lorsque Gobert VI d'Aspremont admet la propriété de l'étang au domaine de Rosa, tout en gardant en tutelle le droit de pêche et les revenus du moulin.
En 1339, le moulin de Rouvres quitte le domaine de la maison d'Aspremont. À cette date, en échange de la maison forte de Mandre et de la justice haute et basse sur ce lieu, Jean Ier d'Apremont cède une partie de ses biens de Rouvres, dont le moulin et le terrage, à Mathieu de Noviant-aux-prés, seigneur de Mandres-aux-Quatre-Tours. Jusqu'à l'annexion de la Lorraine et du Barrois par le royaume de France en 1766, les descendants de Mathieu de Noviant-aux-prés sont les bénéficiaires des recettes du moulin, en fief de la principauté épiscopale de Verdun. Mathieu de Noviant-aux-prés crée alors la Cour de Rouvres, parfois appelée la Grande Cour de Rouvres, dont les biens se constituent, selon un vidimus de 1377, d'une maison avec ses dépendances, des fours banaux de Rouvres et de Lanhères ainsi que de diverses rentes sur le moulin, les prés, le terrage et les bourgeoisies de Rouvres.
Les comptes de la prévôté d'Étain font connaître fidèlement les noms des bénéficiaires indivis de rentes sur le moulin et le terrage de Rouvres. Elles consistent, aux termes de l'acte de 1339, en une rente de 5 reds de moulaine sur le moulin et 6 reds d'avoine sur le terrage. Entre 1456 et 1457, il est signalé que Louis de Haraucourt, en tant que seigneur de Gondrecourt en Wœvre, perçoit une somme de 4 livres sur le terrage et le moulin de Rouvres. En 1571, 1612, 1664 et 1699, la prévôté signale qu'Ancherin de la Réaulté puis Mathieu de la Réaulté, Goeury Warion et enfin François Warion touche des rentes de 8 rases d'avoine sur le terrage et 4 rases de froment sur le moulin.

### Déclin de la Cour de Rouvres et fin de l'activité meunière
Entre 1450 et 1778, le fief de la Cour de Rouvres est émietté entre plusieurs copropriétaires à la suite de partages. Alors qu'il jouait un rôle économique important en Lorraine, il subit de plein fouet la guerre de Trente Ans et l'occupation française. La Cour de Rouvres est ravagée lors de cette période. La maison de la Cour est détruite et seulement trois murailles (nord, sud, ouest) subsistent. En 1766, lors de l'annexion du duché de Lorraine et de Bar, le moulin et les terrages sont rachetés par le royaume de France. Le pigeonnier ainsi que les fours banaux de Rouvres et Lanhère disparaissent au cours du XVIIIe siècle. Selon le dernier remembrement de 1778, la Cour ne se constitue plus que d'une propriété foncière, un droit sur les bourgeois de Rouvres, et des amendes de « menus champêtres ».
Après la Révolution, l'abbaye de Rosa est démantelée, et le moulin ainsi que l'étang sont vendus en tant que biens nationaux. Au cours du XIXe siècle, le moulin perd en importance avec l'apparition des minoteries industrielles, et l'activité piscicole subit la concurrence du poisson venu des côtes maritimes françaises. En 1889, l'étang du moulin est mis à sec et les deux autres étangs attenants se transforment en marécages. Les maisons de pêcheurs qui entouraient le plan d'eau sont démontées. Le moulin est transformé en ferme et vendu à un propriétaire privé au début du XXe siècle. Deux granges, une bergerie et un lavoir sont construits afin de répondre aux nouveaux besoins des occupants.

Le moulin de Rouvres et son étang représentés sur le cadastre napoléonien de 1827.
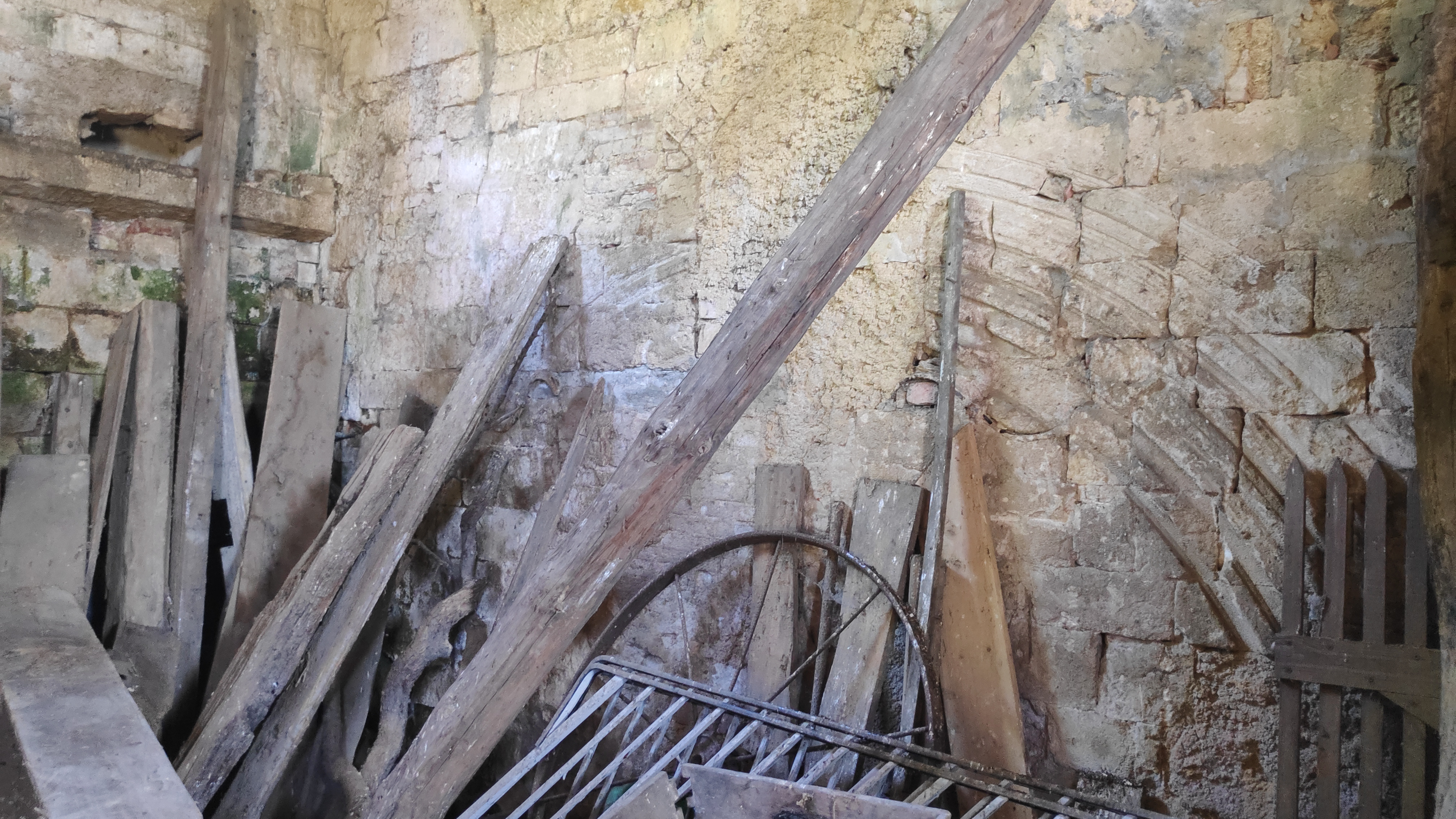
Traces laissées par l'ancienne roue à aubes sur le mur ouest du moulin de Rouvres.
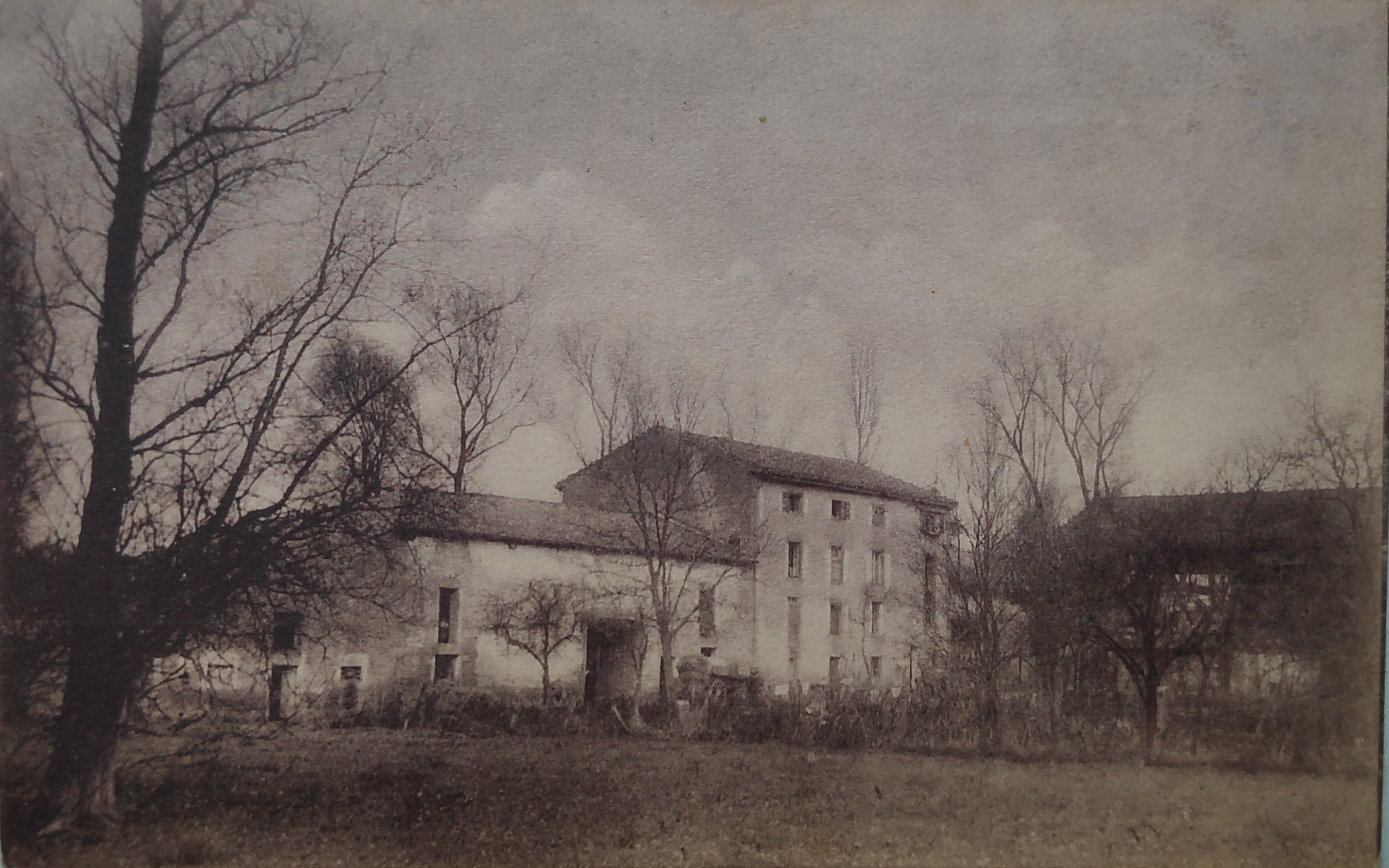
Le moulin de Rouvres aux alentours de 1914.

## De l'occupation allemande à aujourd'hui

### Bataille d'Étain-Rouvres

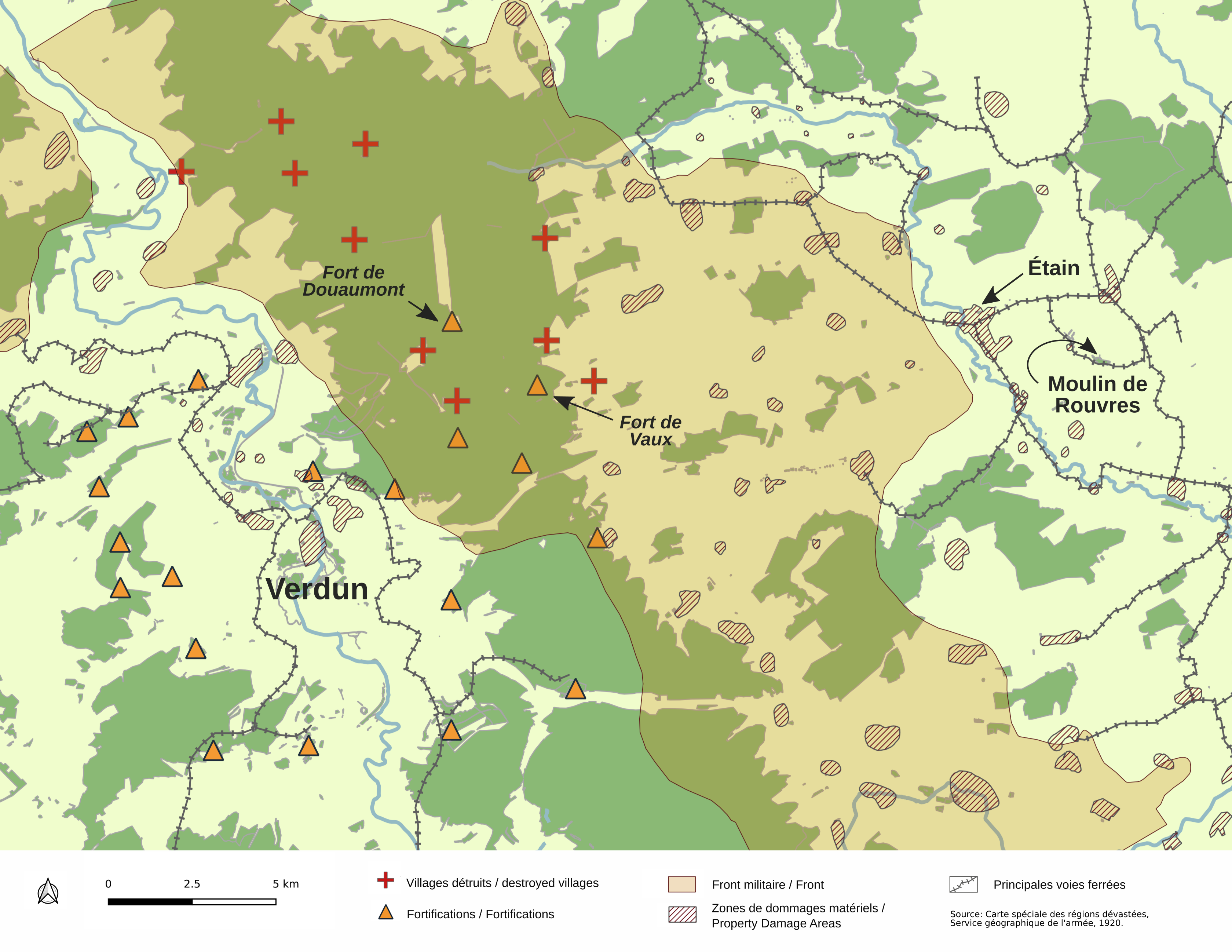
La ligne de front entre Verdun et le moulin de Rouvres durant la Première Guerre Mondiale.

Au début de la Première Guerre mondiale, le moulin de Rouvres est au cœur des combats lors des journées des 24 et 25 août 1914. Au moment de l'avancée allemande, le moulin sert de Verbandplatz (poste de premiers secours) pour la brigade 45 Landwhr de l'armée allemande. Les brancardiers y amènent les blessés des régiments Ldw.I.R100 et du Ldw.I.R. 102 pris sur la ligne de front entre Boinville-en-Woëvre  et Warcq. Au cours de la bataille, le village de Rouvres-en-Woëvre est complètement détruit et ses habitants sont fusillés par l'armée allemande. Le moulin ne souffre quant à lui d'aucun dégât.

### Une base arrière à proximité du front
Lorsque les positions des deux armées se stabilisent, le moulin devient un poste de secours permanent, un centre de ravitaillement et un important cantonnement des troupes allemandes engagées lors de la bataille de Verdun. Protégé de l'armée française par le relief boisé, le moulin est alors une base stratégique afin de relier le front.
Plusieurs milliers d'hommes stationnent sur place avant de partir au front ou d'être transférés vers d'autres zones de guerre. De retour des combats, les soldats sont débarrassés de leurs vêtements, lavés, rasés, puis épouillés avant de pouvoir rejoindre leurs quartiers. La violence des combats autour des forts de Douaumont et de Vaux fait affluer de nombreux soldats blessés pris en charge sur place ou envoyés vers Metz. À l'arrière des lignes, le moulin constitue ainsi un lieu de repos à l'abri des bombardements et des combats auxquels les garnisons de retour du front avaient été exposées durant plusieurs semaines. Les documents d'archives et les vestiges montrent ainsi que la base du moulin était, au-delà de sa fonction militaire, un lieu de convivialité pour de nombreux soldats.
L'armée allemande aménage une base desservie par un chemin empierré, une voie ferrée de 0,60 mètre, l’eau sous pression, l'électricité, le téléphone. Sur une longueur de 700 mètres, les officiers font construire, en bois, en torchis, en briques et en matériaux préfabriqués, des baraquements, des chalets en bois, des installations sanitaires, des douches et un kiosque à musique. L'ancien lavoir est transformé en écurie et un appentis, qui sera détruit après la guerre, est construit dans le prolongement du moulin. Le bâtiment principal est réaménagé. Un circuit est installé à l'intérieur afin de s'occuper des soldats de retour du front. Les sous-sols du bâtiment sont aménagés et servent d’entrepôt, de cuisine et d'infirmerie. Dans les étages, des dortoirs hébergent les soldats et les blessés. Les officiers bénéficient quant à eux d'un bâtiment construit directement sur la digue.

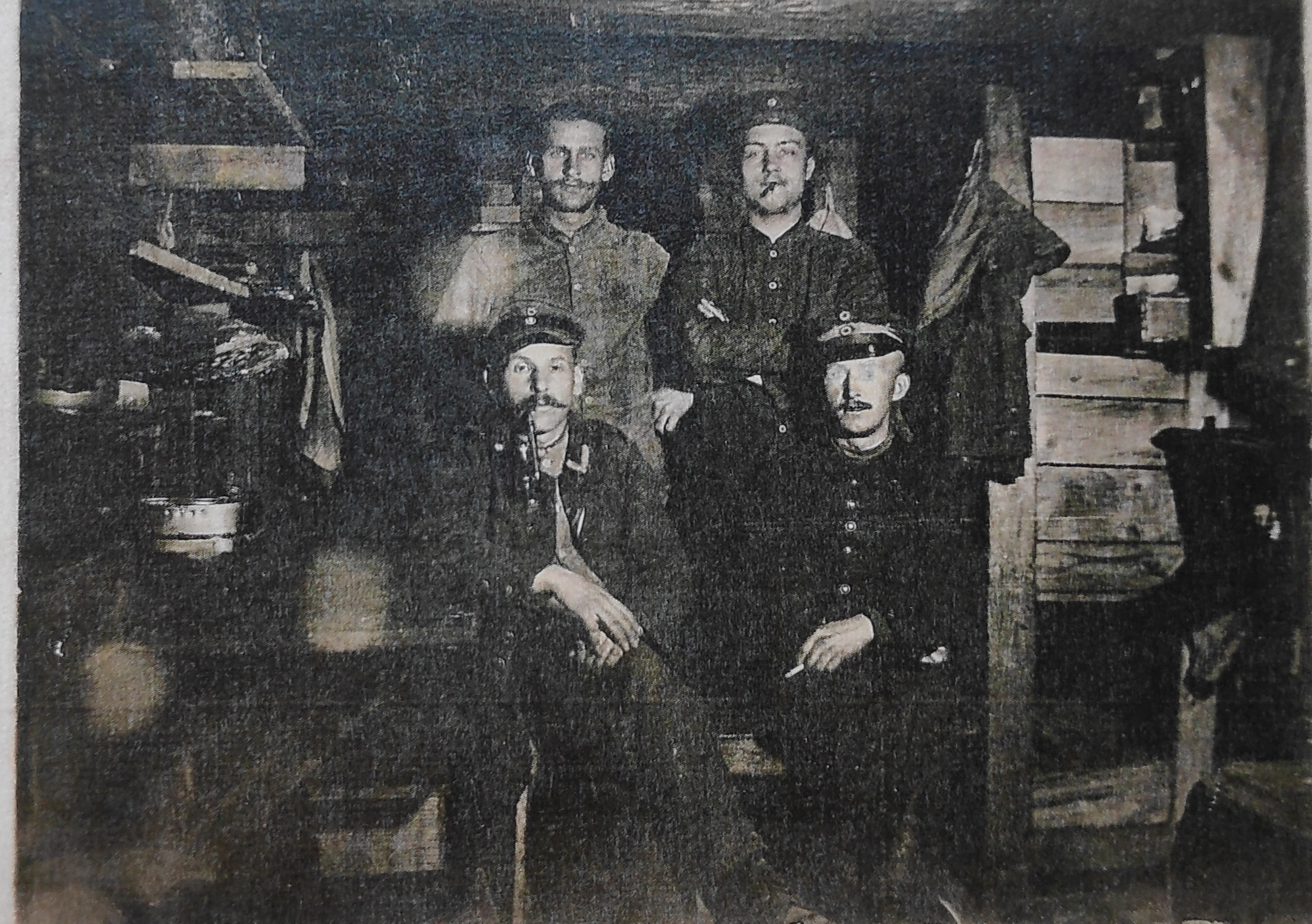
Soldats en garnison au moulin de Rouvres.
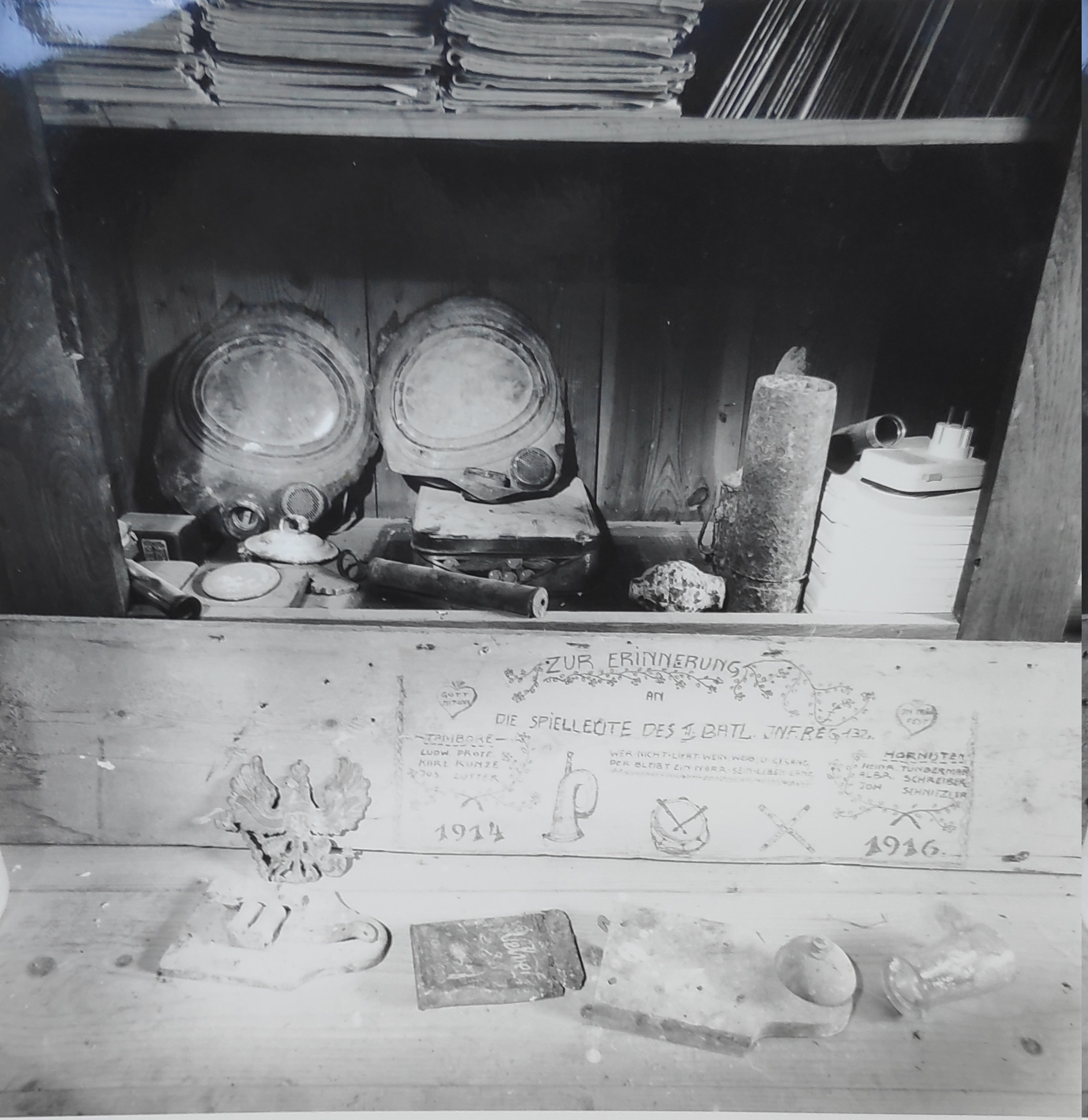
Tablette gravée par un soldat durant l'occupation du moulin.
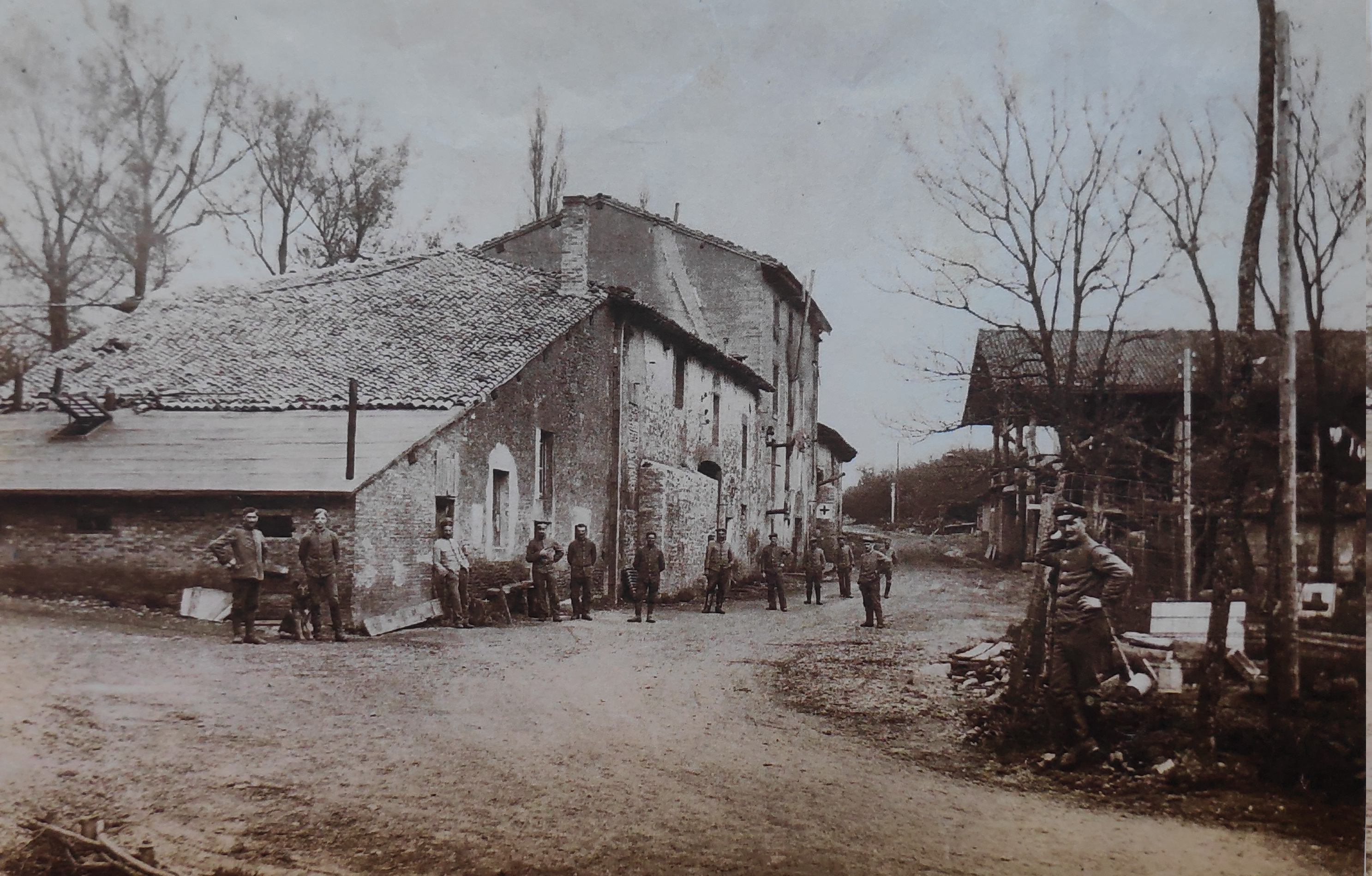
Scène de vie de la garnison.
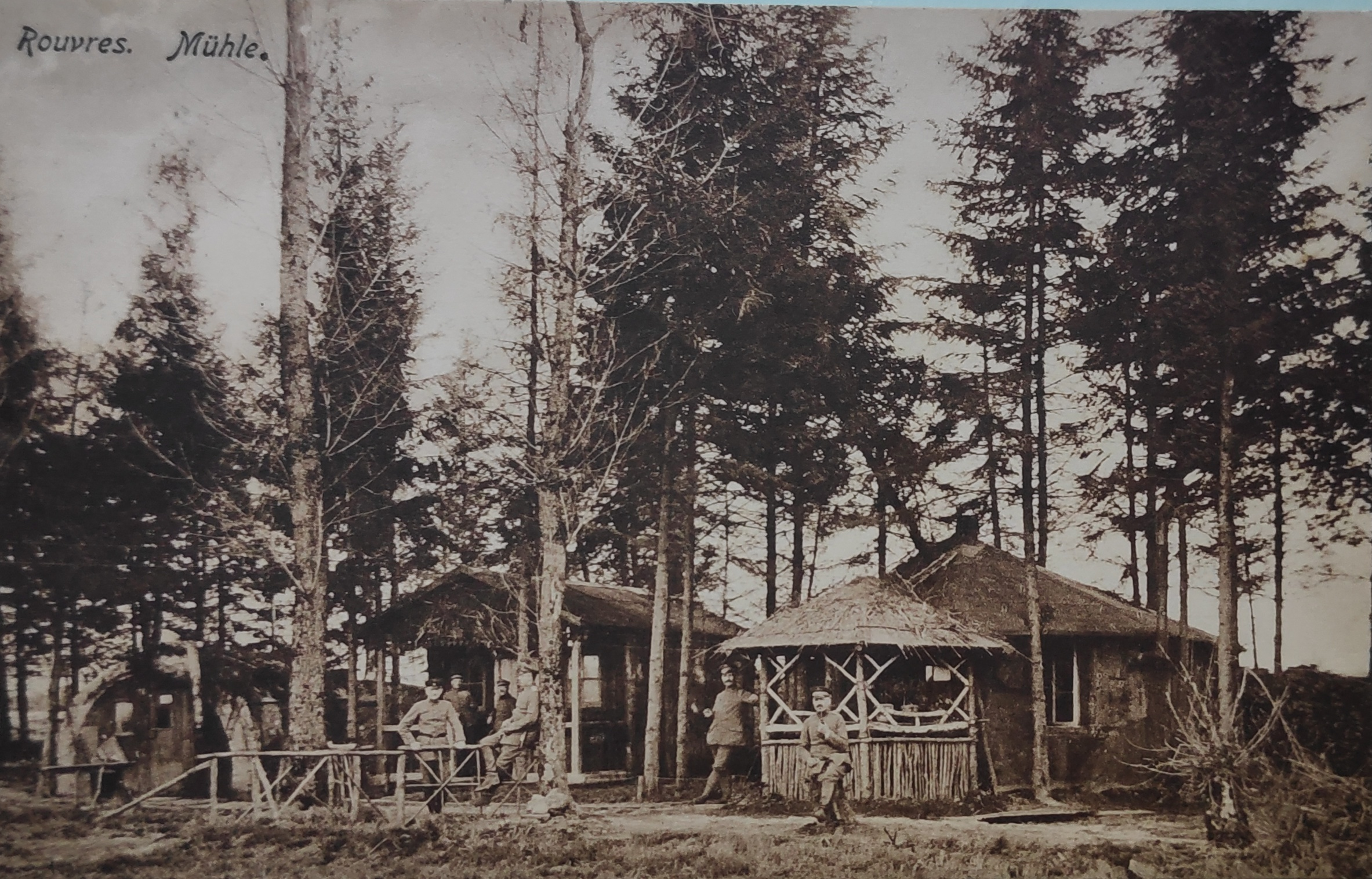
Kiosque à musique construit par l'armée allemande.

### Vers la patrimonialisation
Les installations allemandes en bois sont démontées après la guerre, mais les constructions bétonnées restent en place. Il subsiste trois baraquements, plusieurs bunkers, un chalet de commandement en brique, la gare et l'officine du coiffeur. Le moulin retrouve après l'armistice une fonction agricole tournée vers l'élevage ovin, bovin et la polyculture. L'activité perdure jusqu’aux années 1990, période lors de laquelle la production décline et se restreint à un petit troupeau de bétail. Les bâtiments se dégradent progressivement et, à la fin du siècle, les toitures sont fortement endommagées, les charpentes menacent de s'effondrer et les canaux de la digue sont en partie obstrués. Le moulin est racheté au début des années 2000. La restauration permet dans un premier temps d'assurer la stabilisation durable des principaux bâtiments par la rénovation des toits, puis elle s'attache à revaloriser les vestiges médiévaux et allemands. En 2011, à l’approche du centenaire de la Première Guerre mondiale, un collectif local commence la restauration des installations allemandes, reconstruit une partie des baraquements démolis et, en 2012, ouvre un musée dans lequel sont exposés des vestiges retrouvés sur place. Des meubles, des armes et des restes de la vie domestique de la garnison illustrent le quotidien des soldats qui occupaient le moulin pendant la guerre.

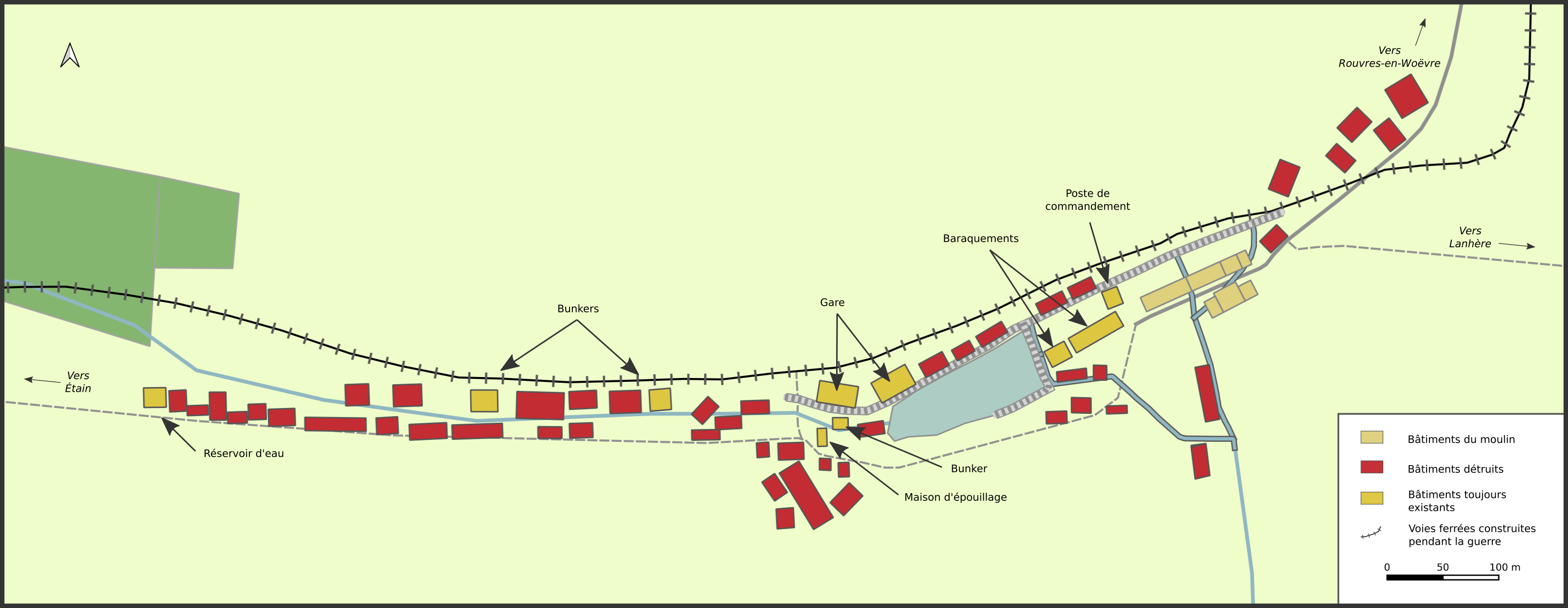
Plan des installations allemandes lors de la Première Guerre mondiale au moulin de Rouvres.

#### Ouvrages
- Philippe Burtscher et François Hoff, Les fortifications allemandes d'Alsace-Lorraine, 1870-1918 : de la défense des frontières à la Grande guerre, Paris, Histoires & Collections, 2009, 66 p. (ISBN 978-2-35250-070-4 et 2-35250-070-2, OCLC 470750150)
- Comité des travaux historiques et scientifiques, Bulletin de la section de géographie, Paris, Imprimerie nationale, 1925
- Nicolas Czubak, La guerre aux portes de Saint-Mihiel, Louviers, Ysec, 2016, 150 p. (ISBN 978-2-84673-244-4 et 2-84673-244-2, OCLC 959978865)
- Nicolas Czubak, Étain-Buzy. Première victoire devant Verdun (24 et 25 août 1914), Louviers, Ysec, 2013, 79 p. (ISBN 978-2-84673-170-6 et 2-84673-170-5, OCLC 866826853)
- Kévin Goeuriot et Nicolas Czubak, Jusqu'au bout. Août-septembre 1914, la Lorraine bascule dans la guerre, Metz, Éditions Serpenoise, 2013, 247 p. (ISBN 978-2-87692-958-6 et 2-87692-958-9, OCLC 893756842)
- Jean-Luc Kaluzko et Frédéric Radet, La face cachée. Empreintes de l'armée allemande, 1914-1918, Verdun, Connaissance de la Meuse, 2000 (ISBN 2-9503985-4-5 et 978-2-9503985-4-3, OCLC 76448736)
- Henry Lemoine, Département de la Meuse, dictionnaire des communes, Paris, Comédit, 1991, 840 p. (ISBN 2-909112-04-7 et 978-2-909112-04-6, OCLC 27907811)
- Adolphe Marchal, Inventaire-sommaire des archives départementales antérieures à 1790 de Meuse, t. 1, Paris, Imprimerie et librairie administratives de Paul Dupont, 1875
- Jean-Noël Mathieu, Les seigneurs de Rouvres-en-Woëvre, Paris, Jean-Noël Mathieu, 1998, 94 p. (ISBN 2-9512517-0-X et 978-2-9512517-0-0, OCLC 48924352)

#### Articles
- Jacques Allouc, Dominique Harmand et Jacques Le Roux, Carte géologique à 1/50000,feuille Revigny-sur-Ornain (190) et Notice explicative, Orléans, BRGM, 2007
- Karine Boulanger, Cédric Moulis, David Gucker et Dominique Heckenbenner, « Lorraine. "La pierre aux périodes historiques en Lorraine, de l’extraction à la mise en œuvre" », Archéologie médiévale, no 42,‎ 1er décembre 2012 (ISSN 0153-9337 et 2608-4228, DOI 10.4000/archeomed.11145, lire en ligne, consulté le 29 janvier 2021)
- Vincent Fister, Benoît Losson, Luc Manceau et Sébastien Lebaut, « L'hydrosystème de l'étang d'Amel (Meuse, France) : fonctionnement hydro-sédimentaire d'un petit bassin karstique et évaluation de l'érosion », Géomorphologie : relief, processus, environnement, vol. 21, no 2,‎ 31 juillet 2015, p. 101–114 (ISSN 1266-5304, DOI 10.4000/geomorphologie.10917, lire en ligne, consulté le 29 janvier 2021)
- P. Gamez, F. Gras et M. Sary, « Le revers de la Dalle d'Etain en Lorraine septentrionale. Un exemple de l'influence du kart sur la géodynamique externe », Annales de la Société géologique de Belgique, vol. 102,‎ 1979, p. 47-52
- Jean Marcer, Données géologiques et hydrogéologiques sur les feuilles topographiques au 1/50 000, Étain et VigneulleS, Orléans, BRGM, 1969
- Xavier Margarit, « Rapport de diagnostic archéologique du site de Fond de Rosâ à Rouvres-en-Woëvre (Meuse) », service régional de l’Archéologie,‎ 2000
- Denis Mathis et Anne Mathis, « Anciens et nouveaux terroirs d’étangs en Lorraine », Revue Géographique de l'Est, vol. 56, nos 1-2,‎ 22 avril 2016 (ISSN 0035-3213, DOI 10.4000/rge.5712, lire en ligne, consulté le 11 février 2021)
- Pierre Maubeuge, Études géologiques sur le territoire de la feuille d'Étain, Nancy, Bulletin de la société des sciences de Nancy, 1952
- Claude Mégien, Synthèse géologique du bassin de Paris, Orléans, BRGM, 1980
- Simon Ritz et Sébastien Viller, « L’exploitation des calcaires en plaquettes de la Dalle d’Étain dans l’agglomération gallo-romaine de Senon (Meuse) », dans Karine Boulanger, Cédric Moulis, Pierre à Pierre : économie de la pierre aux périodes historiques en Lorraine et régions limitrophes (Ier s. av. J.-C. XVIIe s.), Actes du colloque de Nancy, 5-6 novembre 2015, Nancy, Presses universitaires de Nancy, 2020 (ISBN 2814305565)
- Laurent Vermard, Frédéric Adam et Franck Thiériot, « Le site funéraire du Bronze final de Void-Vacon "le Vé" (Meuse, Lorraine) », Bulletin de la Société préhistorique française, vol. 107, no 2,‎ 2010, p. 353–370 (ISSN 0249-7638, DOI 10.3406/bspf.2010.13932, lire en ligne, consulté le 29 janvier 2021)